# Mangifera
Mangifera, el mango, es un género perteneciente a la familia de las anacardiáceas. Tiene 121 especies descritas, de las cuales solo diez son aceptadas y prácticamente todas las otras están todavía taxonómicamente discutidas.

## Árbol

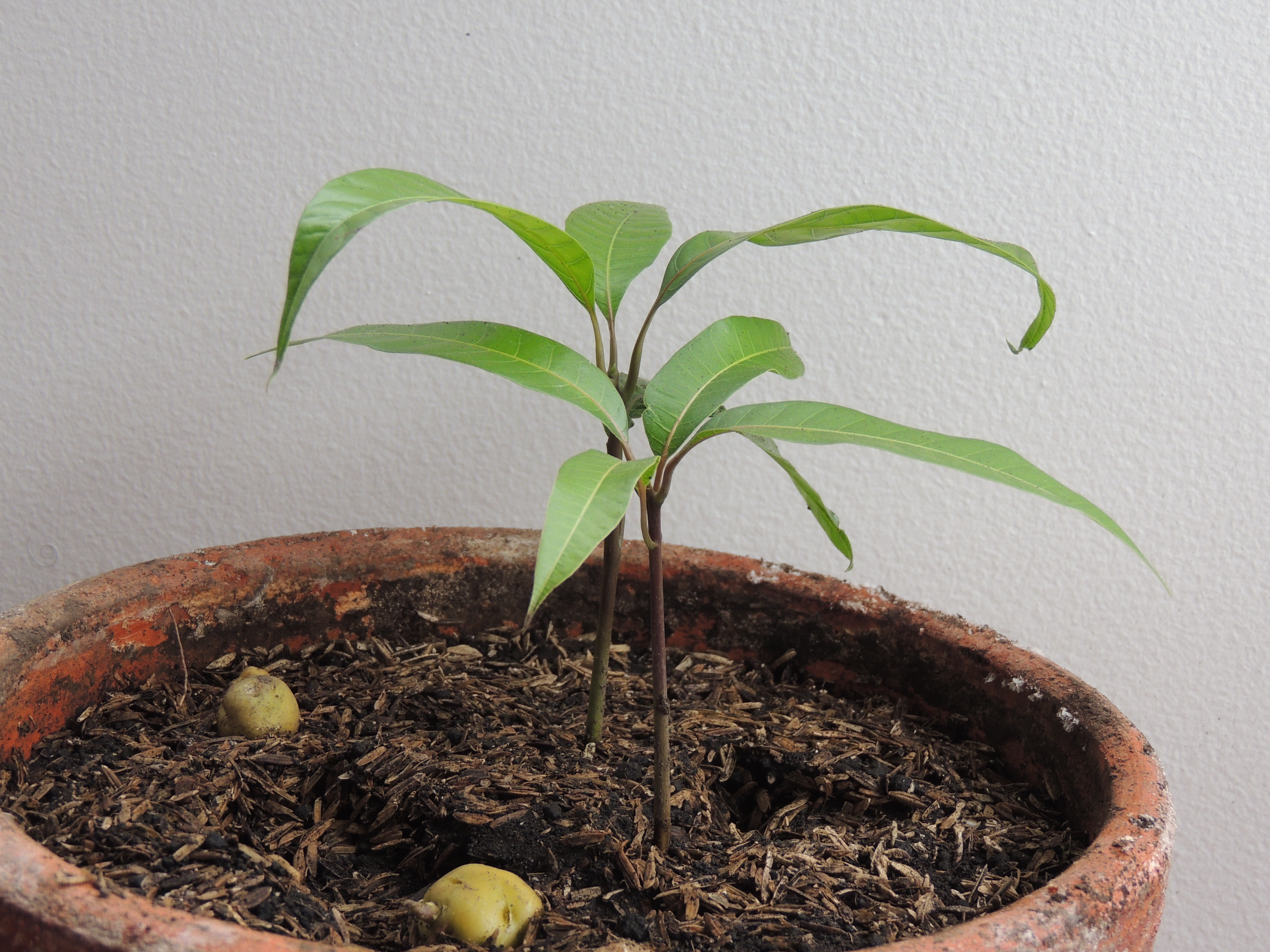
Retoño de mango.

Suele alcanzar un gran tamaño y altura (Puede superar los 30 m.), sobre todo si tiene que competir por la luz con árboles más grandes, como lo sería en una plantación de cocoteros. En las zonas de clima templado puede cultivarse aunque no suele alcanzar una gran altura, por las incidencias climáticas que le resultan adversas. Es originario de la India y se cultiva en países de clima cálido, como Ecuador, El Salvador, Guatemala, Venezuela, Brasil, México, Honduras, Cuba, Costa Rica, Nicaragua, Paraguay, Colombia, Panamá y República Dominicana, y en algunos de clima templado como en Argentina, Bolivia, Perú, China y EE. UU.. En la zona intertropical es, como vemos, una planta sumamente noble: no requiere de riego y rechaza los incendios; una plantación de mangos difícilmente podría quemarse durante la época de sequía, ya que es el período de máximo crecimiento de biomasa para estos árboles y de mayor actividad de la fotosíntesis por la menor nubosidad. Es un árbol agresivo con otras especies para ocupar un espacio determinado: en la imagen de un árbol de mango puede verse que, a pesar de haberse sembrado en un lado, sus ramas se extienden por todo el jardín. En España su cultivo tiene una gran importancia en las zonas subtropicales de la costa de Granada, costa oriental de Málaga, Valle del Guadalhorce e Islas Canarias.

## Fruto

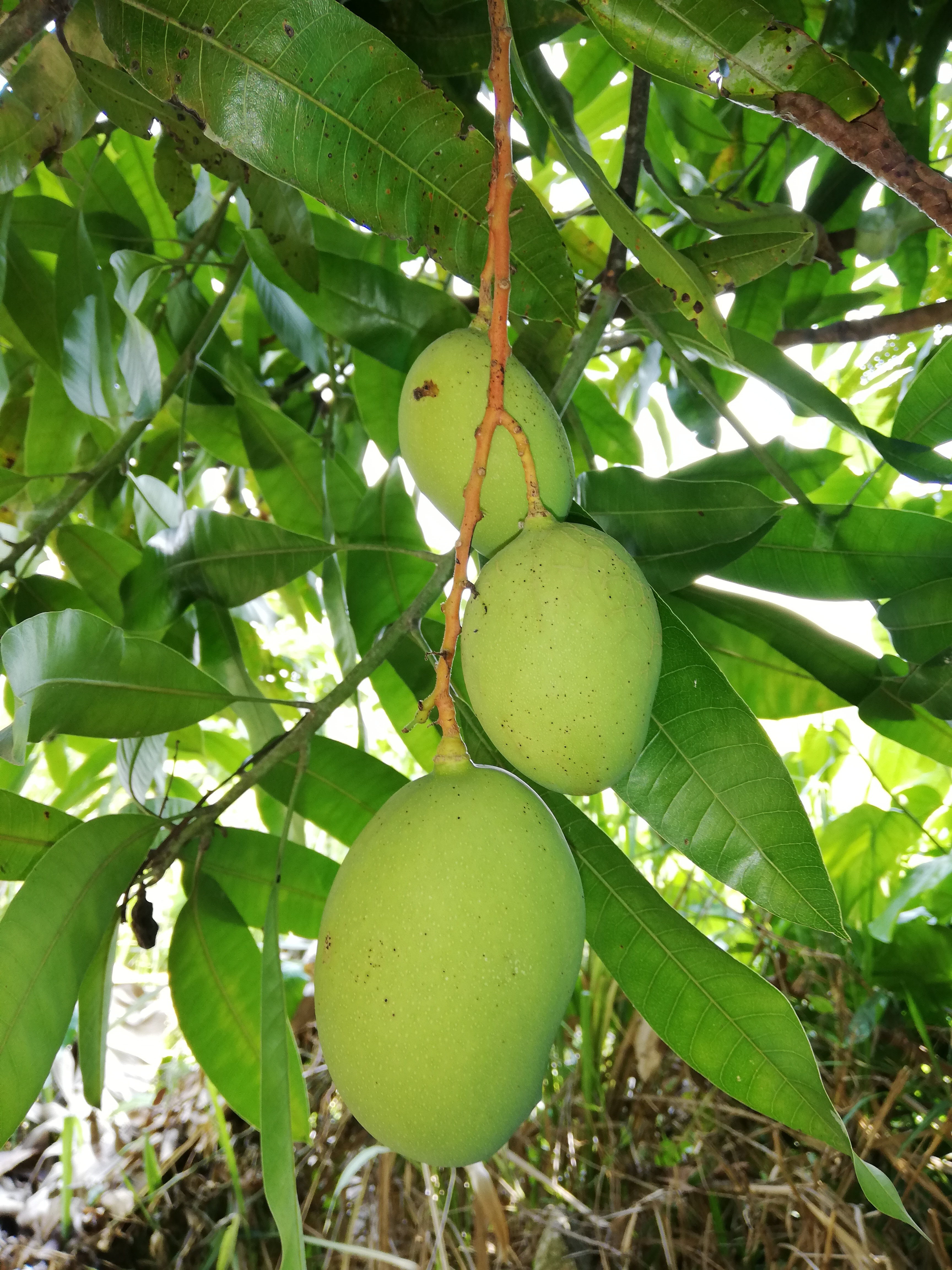
Frutos

Su fruto normalmente de color verde en un principio, y amarillo o naranja cuando está maduro, de sabor medianamente ácido cuando está verde y dulce con un sabor característico cuando está maduro. Los mangos verdes pueden madurar al paso de unos días después de cosechados, como sucede con las bananas o plátanos y otras frutas de la zona intertropical o subtropical.
Unas especies del género Mangifera con frutos comestibles son: Mangifera indica, Mangifera pentandra, Mangifera foetida, Mangifera odorata y Mangifera caesia.

## Taxonomía
El género fue descrito por Carlos Linneo y publicado en Species Plantarum 1: 200. 1753. La especie tipo es: Mangifera indica L.

### Especies aceptadas
Se reconocen las siguientes especies:
- Mangifera acutigemma
- Mangifera altissima
- Mangifera caesia Jack
- Mangifera campnospermoides
- Mangifera casturi Kosterm.
- Mangifera foetida
- Mangifera indica L.
- Mangifera laurina Blume
- Mangifera lineariflia (Mukh.) Kosterm.
- Mangifera odorata Griff.
- Mangifera persiciforma C.Y. Wu & T.L. Ming
- Mangifera rubropetala Kosterm.
- Mangifera siamensis Warb. ex Craib
- Mangifera sylvatica Roxb.